# Tectaria calcarea
Tectaria calcarea är en ormbunkeart som först beskrevs av John Smith, och fick sitt nu gällande namn av Edwin Bingham Copeland. Tectaria calcarea ingår i släktet Tectaria och familjen Tectariaceae. Inga underarter finns listade.